# Храм на Зевс Хипсистос (Дион)
Вижте пояснителната страница за други значения на Храм на Зевс.
Храмът на Зевс Хипсистос (на гръцки: Ιερό Διός Υψίστου), в превод Зевс Върховният, е археологически обект в античния македонски град Дион, Гърция.

## История
Почитането на Зевс е изключително важно за местните жители, тъй като той е покровителят на града – името Дион е форма на името Зевс. В града има и втори храм на божеството – посветен на Зевс Олимпийски. Храмът е разположен южно извън стените на града между Храма на Деметра на югозапад и Храма на Изида на североизток.
В архитектурно отношение храмът се състои от широк централен двор, обграден от колонада със стаи вътре. До южния вход се стига по свещения път, обграден от жертвени дарове, типични за Зевс Хипистос – малки колони с мраморни орли на тях от елинистическо и римско време, с дарителски надписи, които дават ценна информация. Храмът, състоящ се от едно помещение – цела, е в северната част на свещения комплекс. На северната стена на целата е изградена базата на култовата статуя, която е открита паднала зад нея. Открит е също така и мраморен орел с разперени крила и глава обърната към бога. Статуята на Зевс Хипистос е добре изработено произведение от имперската епоха и е оцеляла почти изцяло. Богът е представен седнал на трон с фронтон. В дясната си ръка държи гръмотевица, а във вдигнатата лява вероятно е държал скиптър. Иконографският тип е този на известната хризоелефантинна статуя на Фидий от храма на Зевс в Олимпия. Вероятно статуята на Хера, открита вградена в северната градска стена, е стояла на същия пиедестал като статуята на Зевс. В целата са открити два фрагмента от подови мозайки с малки изображения на гарвани. Храмът е обграден от колонада – птерон, като в западното крило има цистерна. Подовите мозайки в птерона изобразяват бял бик и двойни брадви. Олтарът е разположен пред храма, като има басейн и канавка, както и монолитна база с желязна халка за завързване на жертвените животни.
- Статуи от Храма на Зевс Хипистос
- Йонийска вотивна колона с орел
- Култова статуя на Хера
- Култовата статуя на Зевс Хипистос от целата, имперски период
- Мраморният орел с отворени криле от целата